# Найваська угода

Регіони і спірні території Судану:
Південний Судан.
Район Аб'єй.
Південний Кордофан и Блакитний Ніл.

Найваська угода (англ. Naivasha agreement) — була підписано між  Народною армією звільнення Судану і урядом Судану в січні 2005 року. Угода поклала край другій громадянській війні в Судані. Крім того, згідно з Найваською угодою, була встановлена дата проведення референдуму про незалежність Південного Судану. Угода була підписана в Кенійському місті Найваша, звідки й походить назва угоди.

## Компоненти угоди
Між сторонами конфлікту були підписані такі угоди (також відомі як протоколи):
- Мачакоський протокол (Глава I), підписаний в Кенії 20 липня 2002 року. Угода про розподіл державного управління між сторонами.
- Протокол щодо розподілу влади (Глава II), підписаний в Найваші, Кенія, 26 травня 2004 року.
- Угода про розподіл природних ресурсів (Розділ III), підписана в Найваші 7 січня 2004 року.
- Протокол щодо врегулювання конфлікту в районі Аб'єй (Глава IV), підписаний в Найваші 26 травня 2004 року.
- Протокол щодо врегулювання конфлікту в Південному Кордофані і Блакитному Нілі (Глава V), підписаний в Найваші 26 травня 2004 року.
- Угода про заходи щодо забезпечення безпеки (Глава VI), підписана в Найваші 25 вересня 2003 року.
- Угода про припинення вогню і заходи щодо забезпечення безпеки в регіоні (Додаток I), підписана в Найваші 30 жовтня 2004 року.
- Виконання умов угоди (Додаток II), підписана в Найваші 31 грудня 2004 року.

9 січня 2005 Найваська угода була підписана.

## Процес розмежування сторін

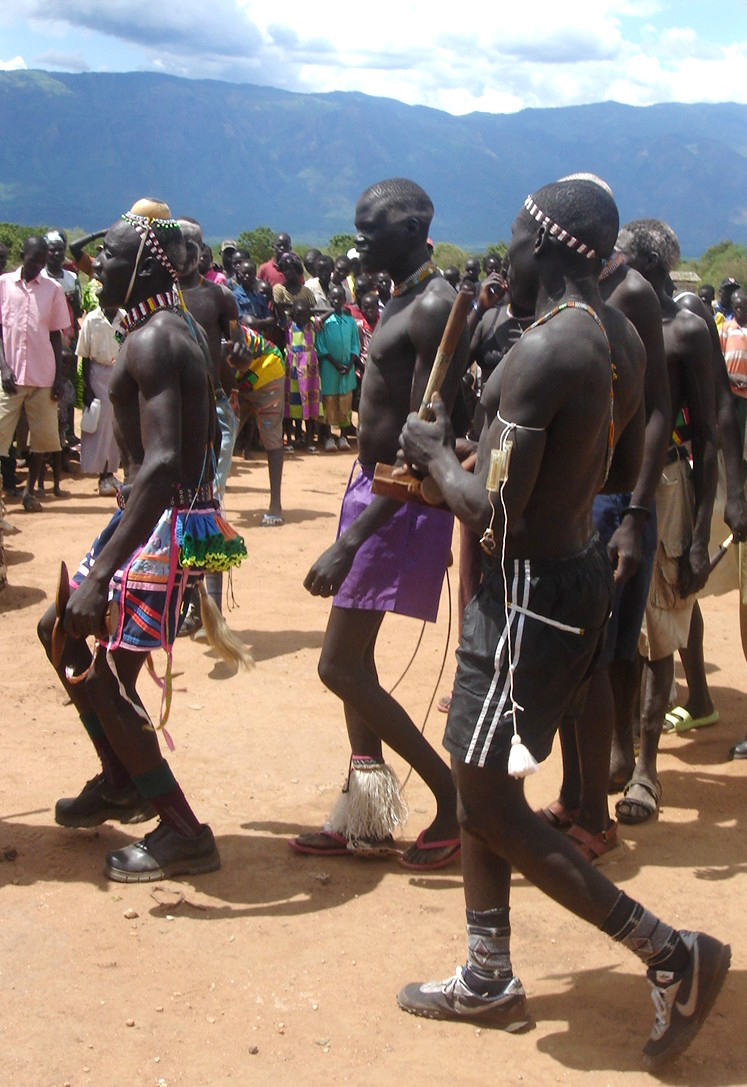
Танцюристи в Капоете відзначають підписання Найваської угоди

11 жовтня 2007 року, НАВС вийшла зі складу суданського уряду, звинувативши Хартум в порушенні умов мирної угоди. Зокрема, представники НАВС стверджували, що в уряді домінує Національний конгрес Судану і понад 15.000 солдат так і не покинули територію Південного Судану. Однак, НАВС також заявила, що не має наміру повертатися до війни.
13 грудня 2007 року НАВС знову увійшла до складу суданського уряду. У підписаній угоді говорилося, що місця в уряду будуть розподілятися на основі ротації між Джубою і Хартумом кожні три місяці. Також була досягнута домовленість про фінансування перепису населення і графіка виведення військ через кордон.
8 січня 2008 війська Північного Судану остаточно покинули Південний Судан.